# Huosiossalo
Huosiossalo är en ö i Finland. Den ligger i sjön Saimen och i kommunen Jockas i den ekonomiska regionen  Pieksämäki ekonomiska region  och landskapet Södra Savolax, i den södra delen av landet, 230 km nordost om huvudstaden Helsingfors. Öns area är 1,81 kvadratkilometer och dess största längd är 3,8 kilometer i nord-sydlig riktning.